# Dîbînți, Bohuslav
Dîbînți (în ucraineană Дибинці) este localitatea de reședință a comunei Dîbînți din raionul Bohuslav, regiunea Kiev, Ucraina.

## Demografie
Componența lingvistică a localității Dîbînți
     Ucraineană (98,18%)
     Rusă (1,65%)
     Alte limbi (0,18%)
Conform recensământului din 2001, majoritatea populației localității Dîbînți era vorbitoare de ucraineană (98,18%), existând în minoritate și vorbitori de rusă (1,65%).